# Silvestro Centofanti
Silvestro Centofanti (Calci, 8 dicembre 1794 – Pisa, 6 gennaio 1880) è stato un politico e letterato italiano.

## Biografia
Insigne filosofo e letterato, Silvestro Centofanti nacque a Rezzano di Calci, presso Pisa, l'8 dicembre 1794 da Giuseppe e Rosalia Zucchini.
Si laureò in Giurisprudenza all'Università di Pisa e ben presto divenne titolare della cattedra di Storia della filosofia nello stesso Ateneo dal 1841 al 1849 dove tenne un importante corso di Storia dei sistemi della filosofia. Fu nominato senatore del Granducato nel 1848.
Con decreto del 5 novembre 1860 fu nominato dal governo provvisorio toscano Provveditore dell'Università di Pisa; la carica gli fu poi confermata sotto il Regno d'Italia, con la nuova denominazione di rettore, fino al 1865, quando pronunziò i discorsi ufficiali per il terzo centenario della nascita di Galileo Galilei e il sesto centenario di Dante Alighieri.
Fu membro di diverse accademie italiane e straniere. Ebbe una nota relazione epistolare con la poetessa teramana Giannina Milli.
Morì a Pisa il 6 gennaio 1880. Le sue carte, in particolare le numerosissime lettere, sono conservate nell'Archivio di Stato di Pisa.

## Opere
Della prova filosofica della realità esteriore secondo il signor Mamiani e della verità obiettiva delle cognizioni umane. Considerazioni, «Progresso delle scienze, delle Lettere e delle Arti», V, 1836, vol. XV, pp. 174–194.
Un preludio al corso di lezioni su Dante Alighieri scritto in occasione del monumento inalzato in S. Croce a questo grande italiano, seguono Stanze su Dante e Un'ode a Vittore Hugo, Firenze, Tipografia Galileiana, 1838.
Sull'indole e le vicende della letteratura greca. Discorso, Firenze, Società Editrice Fiorentina, 1841.
Prolusione letta il dì 26 febbraio 1842 dal dr. Silvestro Centofanti professore di storia della filosofia nell'Imperiale e Reale Università di Pisa, Pisa, per Massimiliano Wagner coi tipi di R. Prosperi, 1842.
Del platonismo in Italia. Lezioni due, Pisa, Prosperi, 1844.
Notizia intorno alla cospirazione e al processo di Tommaso Campanella, «Giornale Euganeo. Scienze, Lettere, Arti e Varietà», vol. I, n. 7, pp. 51–52. Estr.: [s.n.t.], 1844
Sulla Vita Nuova di Dante. Lezione ultima, Padova, Tip. Crescini, 1845.
Pitagora, in Monumenti del Giardino Puccini, Pistoia, Tipografia Cino, 1845.
Alla storia della filosofia italiana dai princìpii del secolo decimottavo fino ai tempi presenti. Prelezione di Silvestro Centofanti, Pisa, Prosperi, 1846.
Sulla verità delle cognizioni umane. Ricerche filosofiche, «Annali delle Univ. Toscane», parte I: Scienze noologiche, tomo I, pp. 45–90. Pubblicato in estratto insieme a Una formola logica della filosofia della storia, Nistri, [Pisa] 1846.
Una formola logica della filosofia della storia, «Annali delle Università Toscane, parte I: Scienze noologiche», tomo I, 1846, pp. 257–410. Pubblicato in estratto insieme a Sulla verità delle cognizioni umane, Nistri, [Pisa] 1846.
Del dritto di nazionalità in universale e di quello della nazionalità italica in particolare, Pisa, Nistri, 1847.
Sul risorgimento italiano. Lezione detta da Silvestro Centofanti, professore di storia della filosofia nell'aula dell'Università di Pisa il dì 15 marzo 1848, Pisa, Tip. Vannucchi, 1848.
Saggio sulla vita e sulle opere di Plutarco, Firenze, Le Monnier, 1850.
Averroès et l'averroïsme. Essai historique par Ernest Renan, «Archivio Storico Italiano», vol. IX, 1853, pp. 539–556 (recensione).
I poeti greci nelle loro più celebri traduzioni italiane, preceduti da un discorso storico sulla letteratura greca di Silvestro Centofanti, nuova edizione diligentemente corretta, Livorno, Mazzajoli, 1853.
Saggio sulle opere e sulla vita di Plutarco, Salerno, R. Migliaccio, 1855.
Sant'Anselmo d'Aosta e il suo storico francese sig. Rémusat, «Archivio Storico Italiano», n.s., 1855, vol. II, parte II, pp. 119–146 e vol. III, 1856, p. II, pp. 91–130 (recensione).
Sopra un luogo diversamente letto nella Divina Commedia. Lettera al dottor Alessandro Torri, Firenze, Bencini, 1856.
Al commento di Francesco Buti sopra la Divina Commedia. Introduzione, Pisa, Nistri, 1858
Del dritto di nazionalità «La Favilla. Giornale di Scienze, Lettere, Arti e Pedagogia», Palermo, n. 8 del 15 settembre 1863 e n. 9 del 15 ottobre 1863.
Discorso letto nell'aula magna della R. Università di Pisa dal rettore Silvestro Centofanti nel III centenario della nascita di Galileo Galilei, Pisa, Nistri, 1864.
Tommaso Campanella e alcune sue lettere inedite, «Archivio Storico Italiano», s. III, vol. IV, 1866, pp. 3–40 e 58-103.
La letteratura greca dalle sue origini sino alla caduta di Costantinopoli e Studio sopra Pitagora, Firenze, Le Monnier, 1870.
Vita poetica, Firenze, Le Monnier, 1881.

## Carriera
- Professore di Storia della filosofia all'Università di Pisa dall'8 novembre 1841 al 1849
- Professore emerito dell'Università di Pisa
- Professore di Storia della filosofia all'Istituto di studi superiori pratici e di perfezionamento di Firenze dal 1859
- Provveditore dell'Università di Pisa dal 7 novembre 1860
- Rettore dell'Università di Pisa dal 1861 al 1865
- Professore emerito dell'Università di Torino dal 30 novembre 1862

## Cariche politico-amministrative e titoli
- Deputato alla Costituente (Toscana) nel 1849
- Membro del Senato (Toscana) dal 17 maggio 1848
- Segretario del Senato (Toscana) dal 1848 al 1849
- Membro della Consulta di Stato (Toscana) nel 1859
- Cofondatore del giornale "L'Italia" (giugno 1847)
- Consigliere di Stato straordinario (Toscana) dal 1849
- Socio corrispondente dell'Accademia della Crusca di Firenze dal 13 settembre 1859
- Socio dell'Accademia delle scienze, lettere ed arti di Modena dal 1860
- Membro corrispondente della Società reale di Napoli dall'8 novembre 1863